# 杜之英母墓
杜之英母墓是一处位于中国广东省佛山市三水区白坭镇周村的民国墓葬，1983年公布为三水市文物保护单位，2006年10月25日列入第四批佛山市文物保护单位。